# Щитоноска артишоковая
Щитоноска артишоковая (Cassida deflorata) — жук подсемейства щитоносок из семейства листоедов.

## Распространение
Распространён в Алжире, во Франции, в Италии, Марокко, Португалии и Испании.

## Экология и местообитания
Кормовыми растениями являются растения из семейства астровых (Asteraceae): крестовник пепельный (Senecio cineraria), Cirsium dyris, артишок испанский (Cynara scolymus), лопух большой (Arctium lappa), чертополох мелкоголовчатый (Carduus tenuiflorus), и расторопша пятнистая (Silybum marianum).